# Bystrička
Bystrička (ungarisch Turócbeszterce – bis 1907 Bisztricska) ist eine Gemeinde im Norden der Slowakei mit 1490 Einwohnern (Stand 31. Dezember 2024), die zum Okres Martin, einem Teil des Žilinský kraj, gehört und zur traditionellen Landschaft Turz gezählt wird.

## Geographie

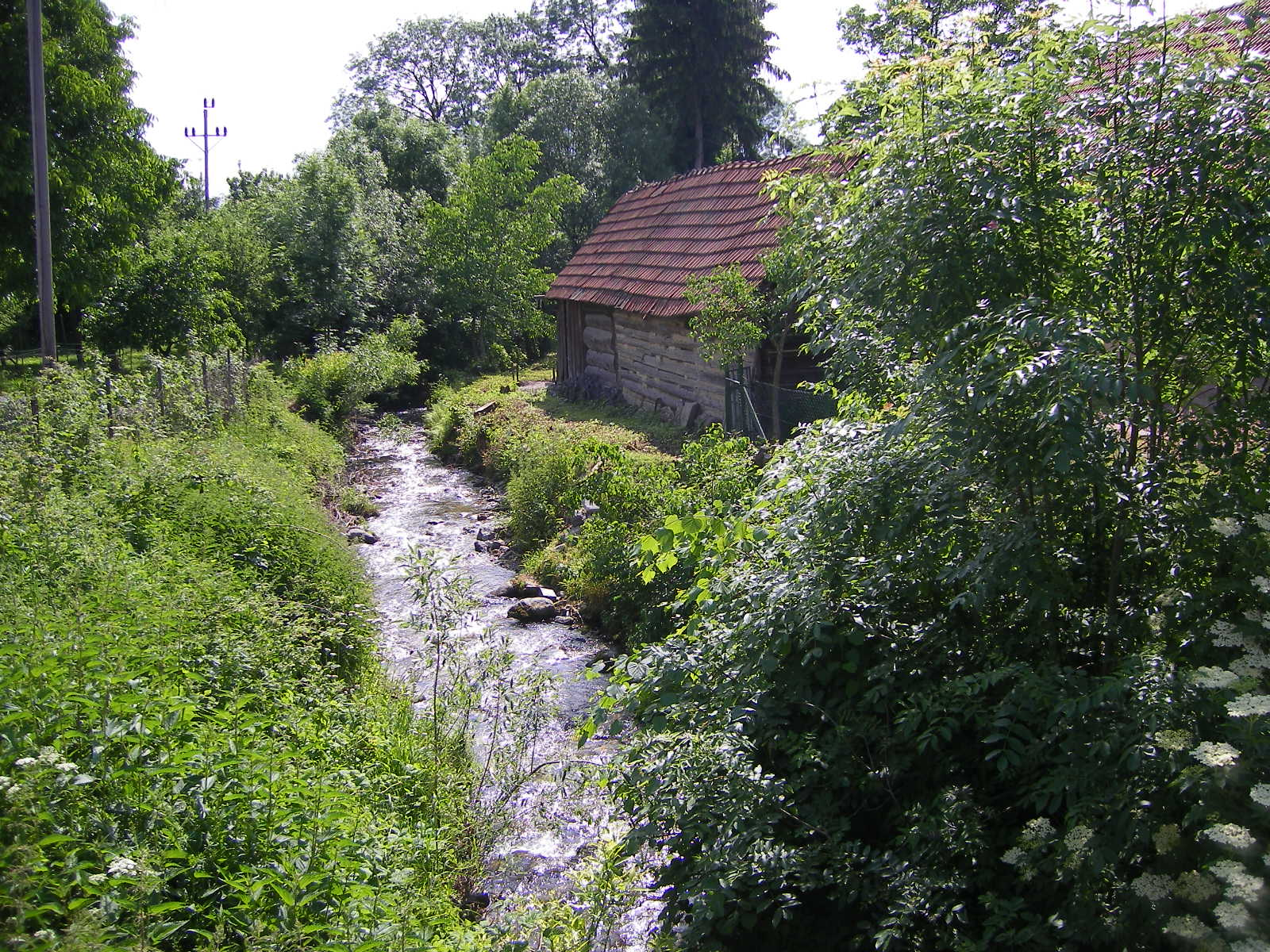
Bach Bystrička

Die Gemeinde befindet sich im Nordwestteil des Talkessels Turčianska kotlina am gleichnamigen Bach, unterhalb der Kleinen Fatra und reicht bis zum linken Ufer des Turiec. Das Ortszentrum liegt auf einer Höhe von 450 m n.m. und ist vier Kilometer von Martin entfernt. 
Nachbargemeinden sind Martin im Norden und Osten, Košťany nad Turcom im Südosten, Turčiansky Peter im Süden, Trebostovo im Südwesten und Kunerad im Westen.

## Geschichte

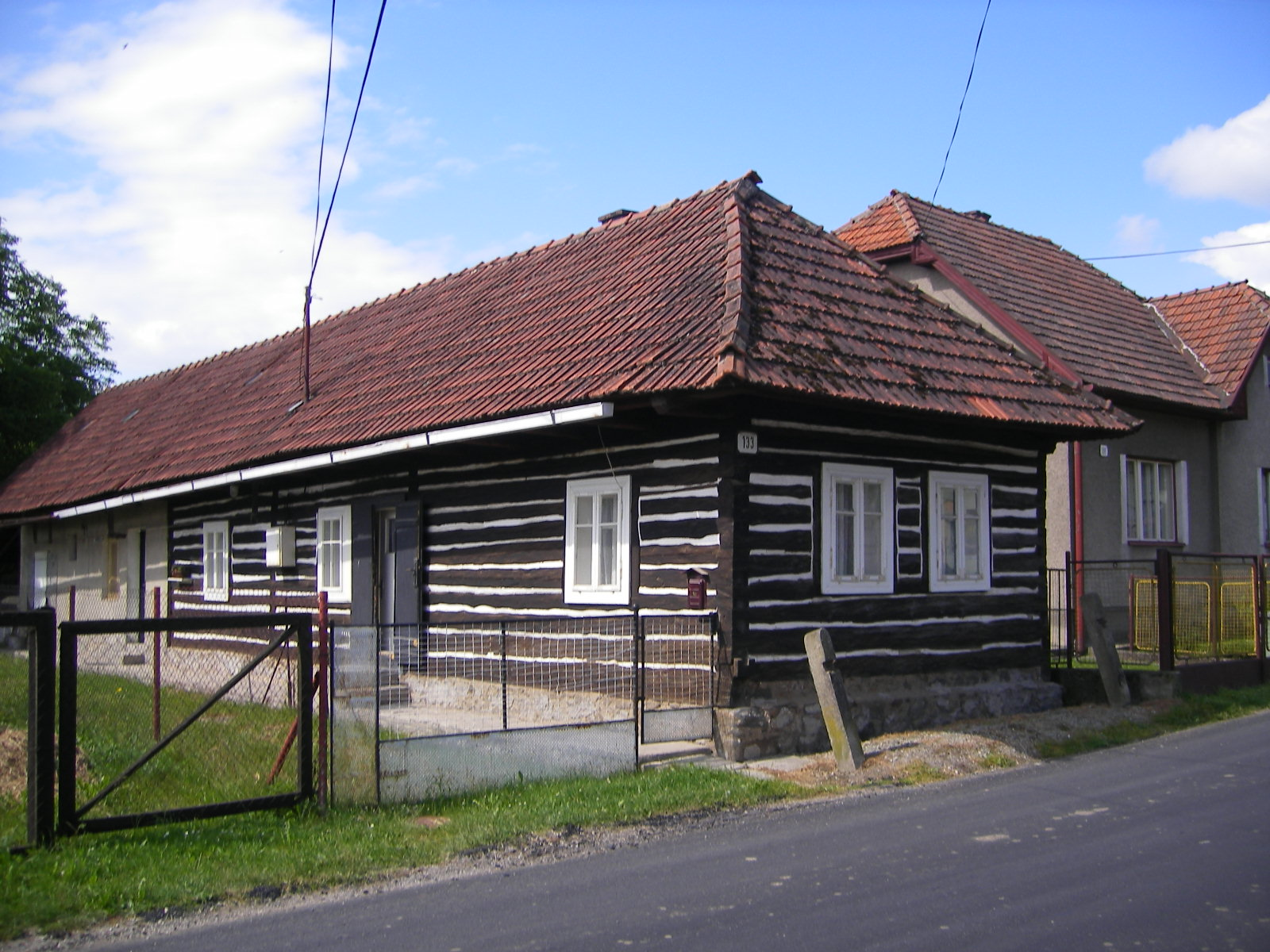
Blockhaus in Bystrička

Auf dem heutigen Gemeindegebiet gab es eine Burgstätte und Höhensiedlung der Puchauer Kultur.
Die älteste slawische Besiedlung wird archäologischen Untersuchungen zufolge auf das 9. und 10. Jahrhundert datiert. An mehreren Stellen rund um den heutigen Ort gab es Siedlungen und möglicherweise ein Handwerk-Zentrum. Der heutige Ort Bystrička wurde zum ersten Mal 1258 als Bistricha schriftlich erwähnt, damals noch in Verbindung mit einem Ort namens Jordán an der gegenüberliegenden (rechten) Seite des Turiec, dem heutigen Dražkovce. Bis 1324 war Bystrička königliches Gut, danach bis zum Ende des Mittelalters war es Besitz Adeliger von Liptovská Štiavnica oder deren Verwandten von Folkušová, und das Dorf lag im Herrschaftsgebiet der Burg Blatnica.
Nach der Schlacht bei Mohács teilten die Familien Beniczky, Lehoczky und Tomka den Großteil des Besitzes unter sich und es blieb dabei bis zum Anfang des 19. Jahrhunderts. Kleinere Teile besaß das im benachbarten Trebostovo anwesende Geschlecht Révay. Die erste Schule, damals kirchliche (evangelische), wurde im Jahr 1799 erwähnt. 1828 zählte man 82 Häuser und 842 Einwohner. Haupteinnahmequellen waren Forst- und Landwirtschaft, dazu waren einige Einwohner Safranverarbeiter.
Bis 1918 gehörte der im Komitat Turz liegende Ort zum Königreich Ungarn, kam danach zur Tschechoslowakei beziehungsweise heute Slowakei. Um die Jahreswende 1934/1935 entstand nordwestlich des Hauptortes eine Siedlung namens Lázky, die während des Slowakischen Nationalaufstandes eine starke Partisanengruppe beherbergte.
Nach dem Zweiten Weltkrieg wurde aus dem landwirtschaftlichen Dorf eine Vorstadtgemeinde von Martin.

## Bevölkerung
| Jahr                | 1994 | 2004     | 2014    | 2024    |
| ------------------- | ---- | -------- | ------- | ------- |
| Anzahl der Personen | 1188 | 1379     | 1445    | 1490    |
| Unterschied         |      | +16,07 % | +4,78 % | +3,11 % |

| Jahr                | 2023 | 2024    |
| ------------------- | ---- | ------- |
| Anzahl der Personen | 1486 | 1490    |
| Unterschied         |      | +0,26 % |

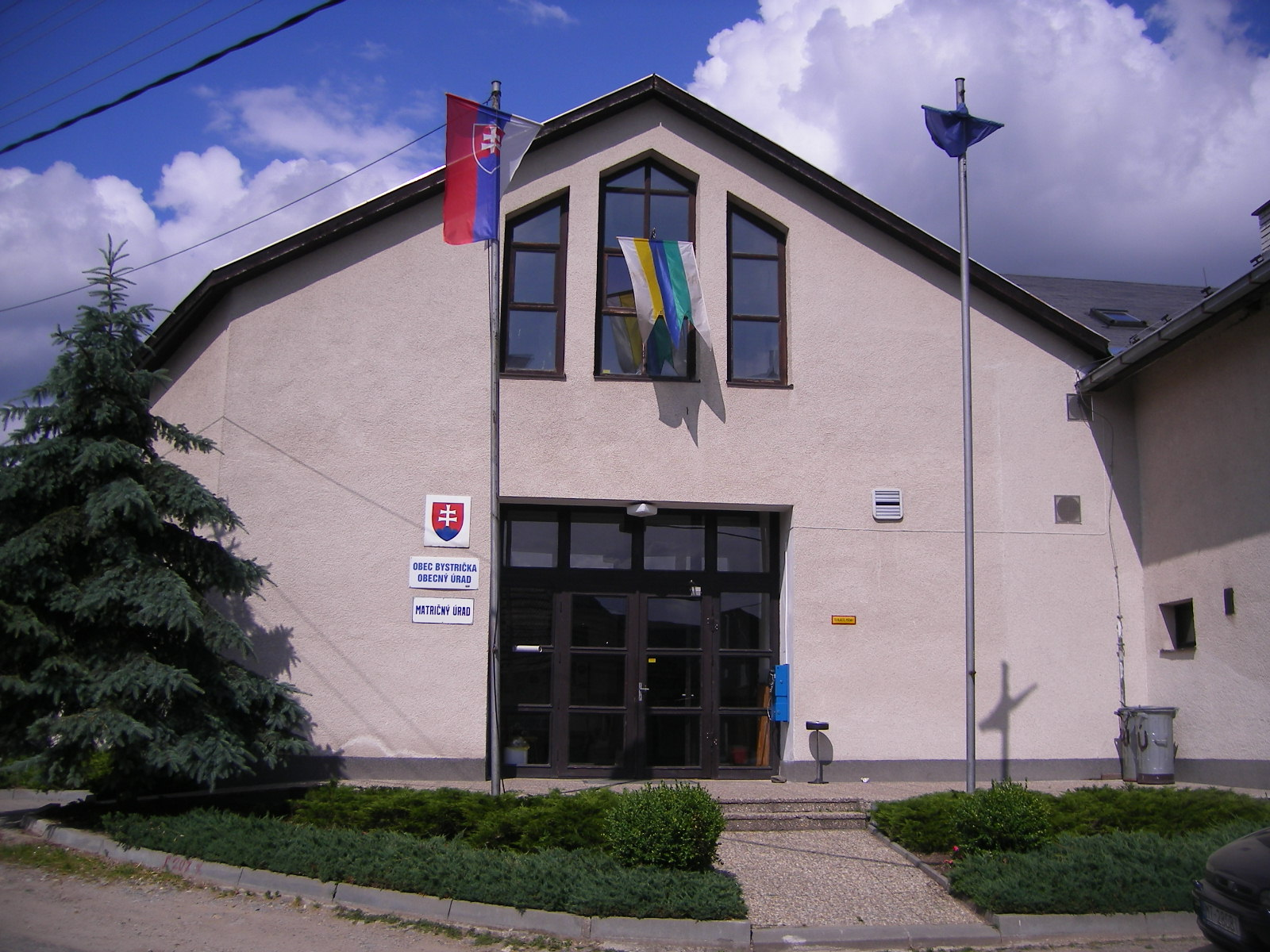
Gemeindeverwaltung

Nach der Volkszählung 2011 wohnten in Bystrička 1413 Einwohner, davon 1353 Slowaken, 11 Tschechen und 1 Russin. 5 Einwohner gaben eine andere Ethnie an und 43 Einwohner machten keine Angabe zur Ethnie. 442 Einwohner bekannten sich zur römisch-katholischen Kirche, 346 Einwohner zur Evangelischen Kirche A. B., 14 Einwohner zur evangelisch-methodistischen Kirche, 11 Einwohner zur apostolischen Kirche, 4 Einwohner zur griechisch-katholischen Kirche und jeweils ein Einwohner zur orthodoxen Kirche, zur Pfingstbewegung, zur reformierten Kirche und zur tschechoslowakischen hussitischen Kirche; 13 Einwohner bekannten sich zu einer anderen Konfession. 431 Einwohner waren konfessionslos und bei 148 Einwohnern wurde die Konfession nicht ermittelt.

## Bauwerke

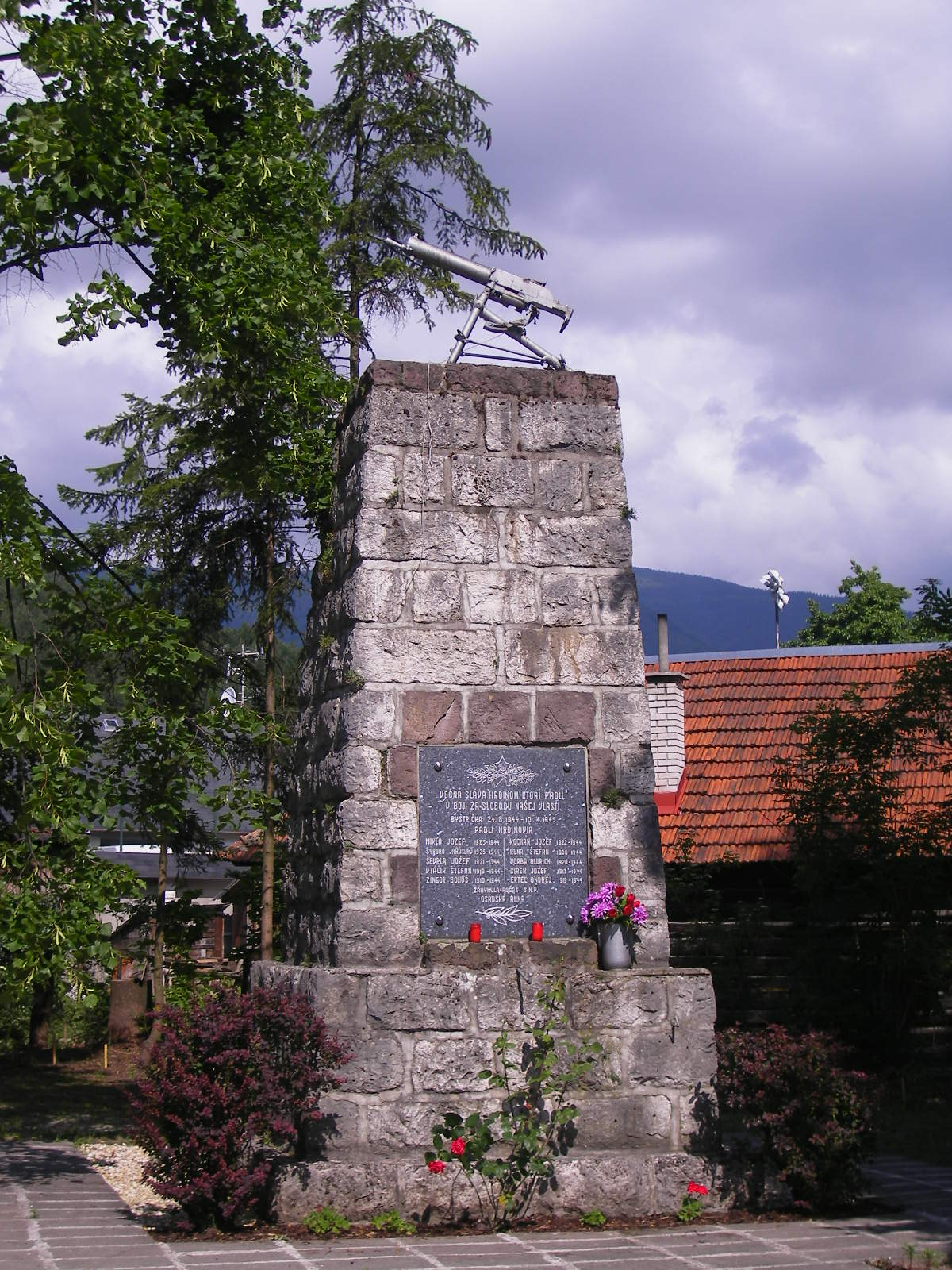
Denkmal an den Slowakischen Nationalaufstand

- drei Landsitze aus dem 18. Jahrhundert

## Verkehr
Durch Bystrička verläuft die Straße 3. Ordnung 2144 (vorher 065052) von Martin heraus (Anschluss an die Straße 1. Ordnung 65), die in der Siedlung Lázky endet.
Der nächste Bahnhof liegt in Martin und zwar an der Bahnstrecke Salgótarján–Vrútky (in diesem Abschnitt Kursbuchstrecke 170).